# Vloek (onheilsbezwering)

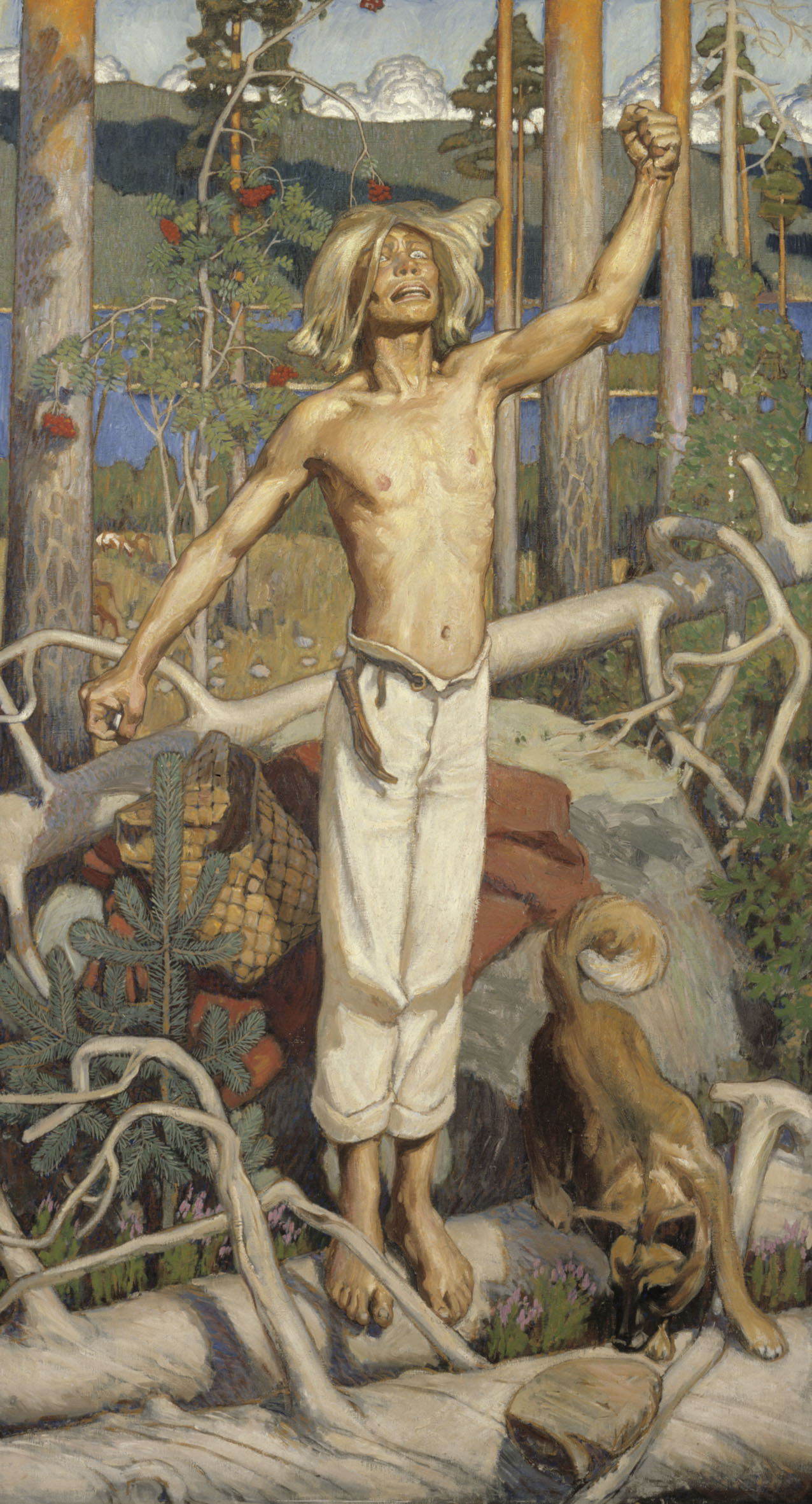
Kullervo vloekt, scène uit 'Kalevala', een Fins episch gedicht. Schilderij van Akseli Gallen-Kallela

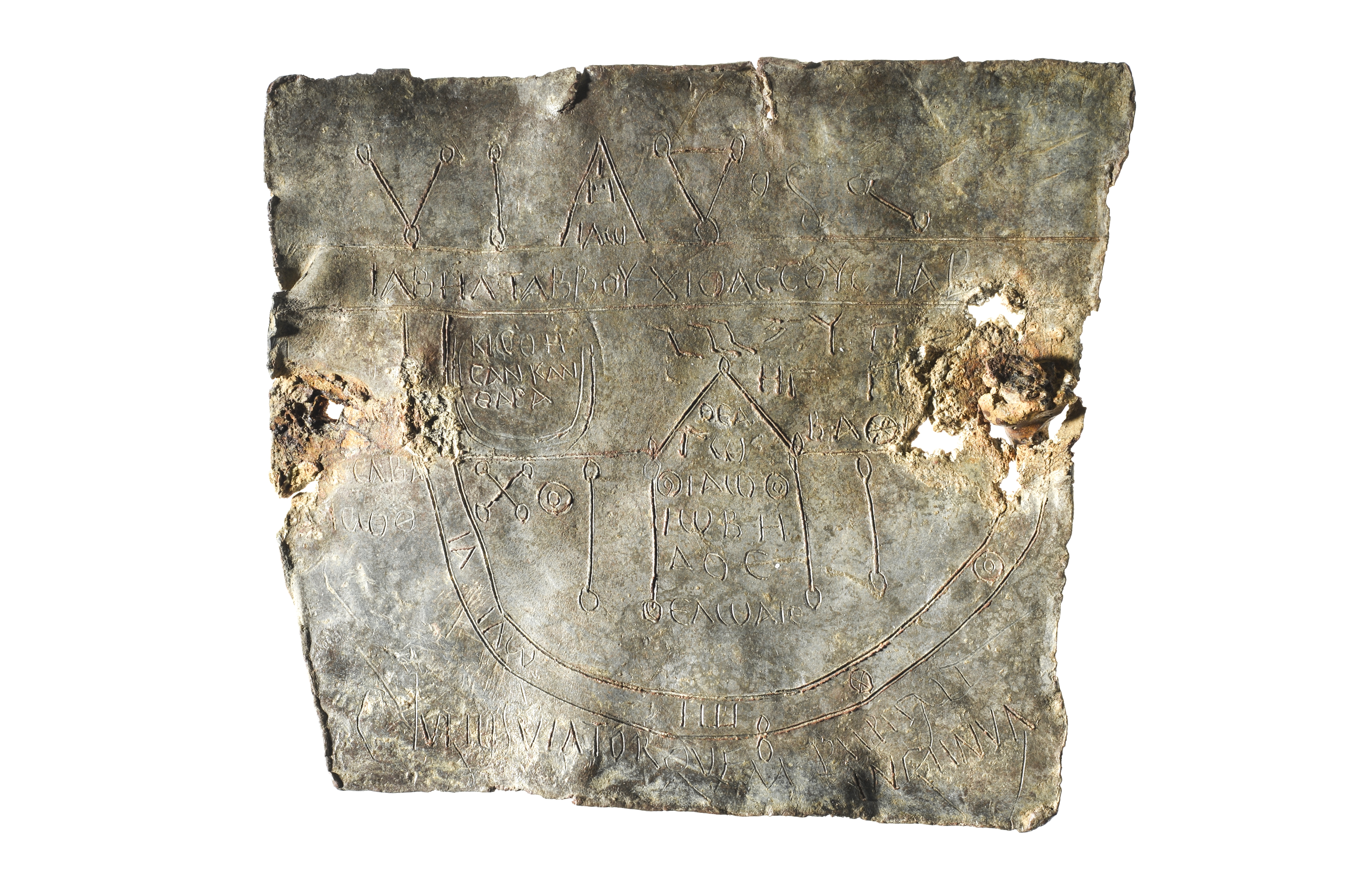
Romeinse vervloekingstablet in het Grieks en Latijn gericht tegen Caius Iulius Viator, gevonden in Tongeren, 70-100 n. Chr., Gallo-Romeins Museum

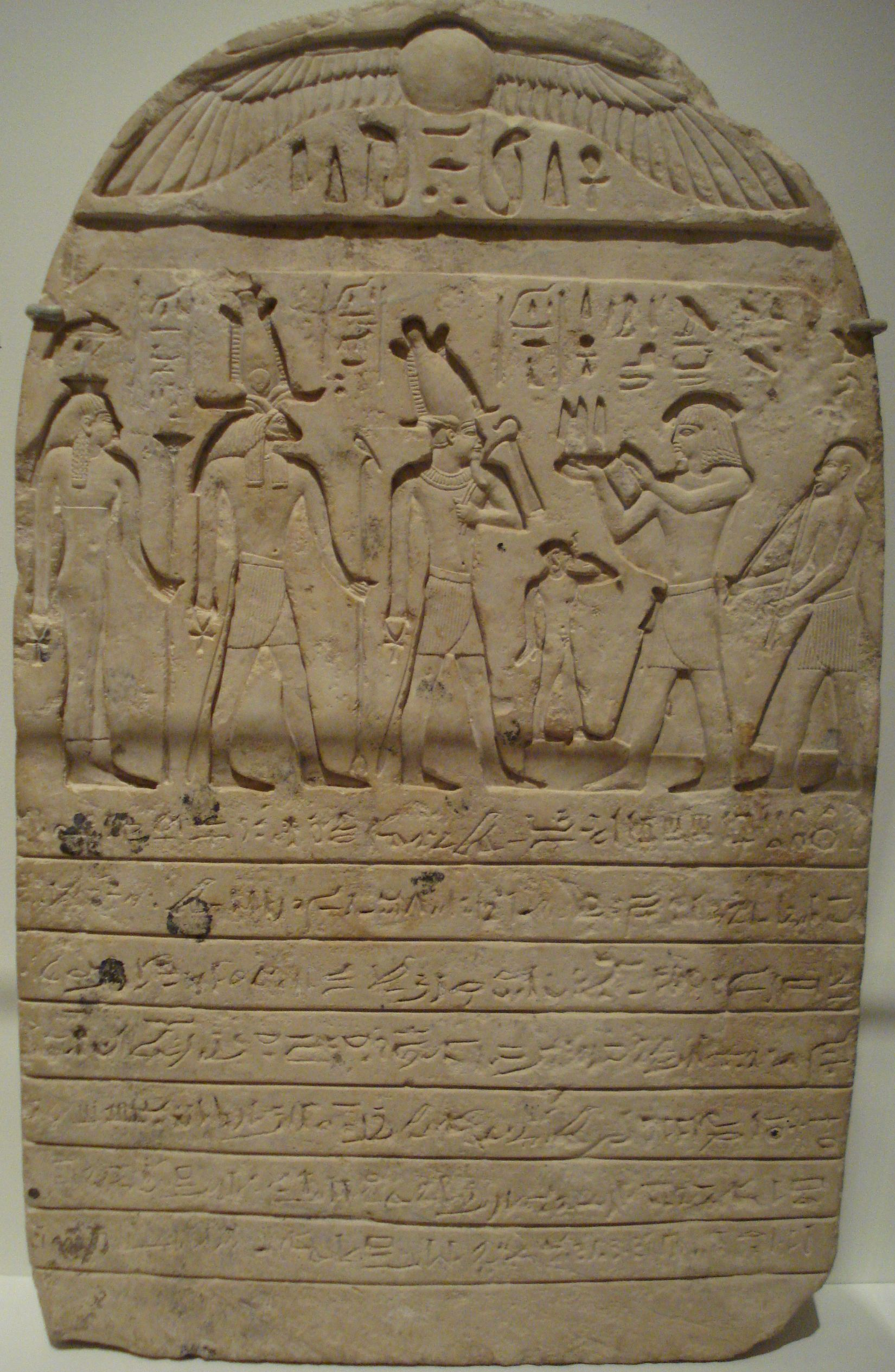
Inscriptie over de donatie van land aan een Egyptische tempel en een vloek over iedereen die het land misbruikt

Een vloek in de betekenis van "onheilsbezwering" is een meestal geritualiseerd gebaar of gezegde met de bedoeling een persoon of een plaats kwaad te berokkenen. Motieven daarbij zijn woede of een verlangen om te straffen of om zich te wreken. 
Het tegenovergestelde van de vloek is de zegen. De studie van de verschillende vormen van vervloekingen behoort zowel tot het domein van het volksgeloof als van de folklore. Vaak maakt het met opzet uitspreken van vervloekingen deel uit van de praktijk van de magie.

## Benamingen
Bijzondere namen van vervloekingen komen in verschillende culturen voor: voodoo bij de Haïtianen, het Boze oog in mediterrane en andere culturen, Hexing (het Duitse woord voor hekserij) bij Germaanse volken, Shaap bij Indiase volken (in het Hindi en Marathi), Shapam in Malayalam en Sabam in Tamil. 
In culturen waarin een geloof in geestelijke wezens een dominante rol speelt is het gebruikelijk dat men vloeken zeer ernstig neemt.

## Oud-Griekse en Romeinse vloeken
Bij Grieken en Romeinen werden vloeken geformaliseerd en hadden een officieel karakter. Bij de Grieken heette het katadesmoi en de Romeinen noemden het tabulae defixiones. In beide gevallen werden de vloeken op loden (of ander materiaal) tabletten gegrift
en de hulp een demon of de geest van een afgestorvene werd ingeroepen om het doel te bereiken. Deze tabletten werden dan naar een plaats gebracht die gunstig werd geacht voor hun werking, zoals een kerkhof of een bron (wensput). 
De verzoeker sprak de tekst in de katadesmoi en defixiones uit als een soort gebed of formule opdat de vijand op een welbepaalde manier zou lijden, bijvoorbeeld door het verlies van respect of goederen, en vermeldde daarbij ook de reden voor de vervloeking. Zowel de Etrusken, Romeinen als de Grieken in Italië praktiseerden deze gewoonte, getuige daarvan de tabletten met inscripties die we vandaag diep in de bodem begraven terugvinden. Daardoor kennen we precies de manier waarop ze te werk gingen.

## Keltische vervloekingen
Ook de Kelten kenden veel verschillende vormen van vervloekingen. Sommige van de meest bekende uit Ierland zijn de 'Steen-vervloekingen', de Ei-vervloekingen, Nieuwjaars-vervloekingen en Melk-vervloekingen.
- bij Steen-vervloekingen werd bijvoorbeeld een steen driemaal omgedraaid terwijl de naam van het slachtoffer tegen wie de vloek gericht was werd uitgesproken.
- Ei-vervloekingen zijn vruchtbaarheids-vervloekingen. Zo werd geloofd dat wanneer je eieren op iemands land verborg je het land van zijn vruchtbaarheid kon beroven en zo ook het geluk van de eigenaar. Hiertegen bestonden dan weer methodes om die vervloekingen te 'breken'.
- Nieuwjaars-vervloekingen zijn zoals Ei-vervloekingen. Als je met Nieuwjaar iets van iemand afnam, dan zou die persoon een jaar ongeluk hebben. Om dit te vermijden, maakten mensen rond die periode hun huis niet schoon en gooiden geen water buiten. Het 'terugstelen' van het item zou de vloek verbreken.
- Melk-vervloekingen waren vervloekingen van een gezin zodat de melk van hun koeien naar de jouwe overging.

## Bijbel
In de Bijbel leest men dat soms hele volken vervloekt werden. Diverse godsdiensten kennen het verschijnsel, alsmede magische genootschappen. 
Binnen het Oude en Nieuwe Testament geldt als verbondsbepaling dat trouw aan het met God gesloten verbond zegen voor het volk tot gevolg zal hebben, maar ontrouw zal leiden tot vloek. Kenmerken van een vloek in Bijbelse zin zijn: mislukte oogsten, de pest en andere epidemieën, vijandelijke overheersing (toegesproken worden in een vreemde taal) en tal van andere plagen, totdat er maar weinigen zijn overgebleven (Deuteronomium 28).

## Indonesië
In het volksgeloof van Indonesië spelen vervloekingen een grote rol.    
De Rajasa-dynastie die regeerde over Singhasari en Majapahit  werd achtervolgd door moorden, gepleegd met een kris die door Mpu Gandring was gesmeed. De twisten in de familie der Rajasa veroorzaakten oorlogen en koningsmoorden in Singhasari en Majapahit. Tunggul Ametung, koning Ken Arok en koning Anoesapati werden met ermee gedood. Volgens de legende zou deze kris in elk van de daaropvolgende zeven generaties slachtoffers maken.
Ook nu nog spelen krissen waarop een vloek of zegen rust een grote rol in de verbeelding der Javanen.

## Afbeeldingen

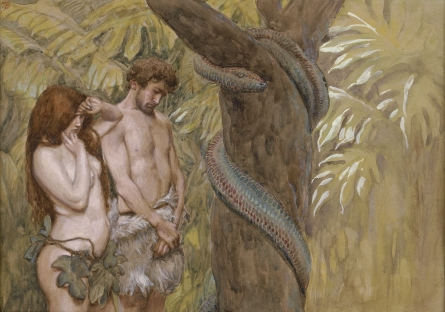
Gods vervloeking, ca. 1896-1902
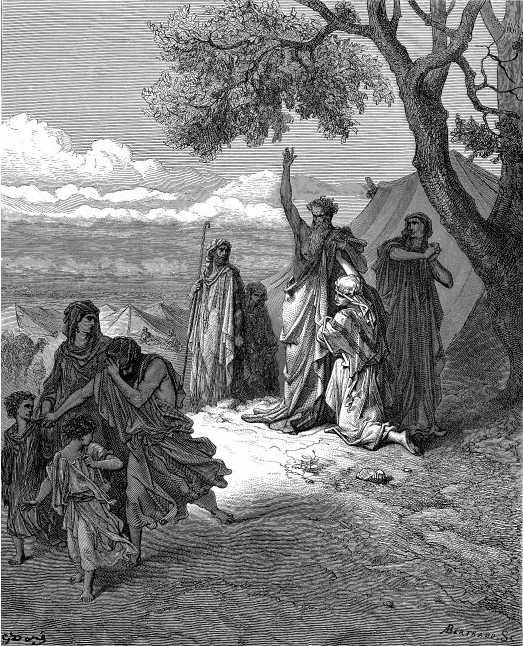
Noach vervloekt Kanaän
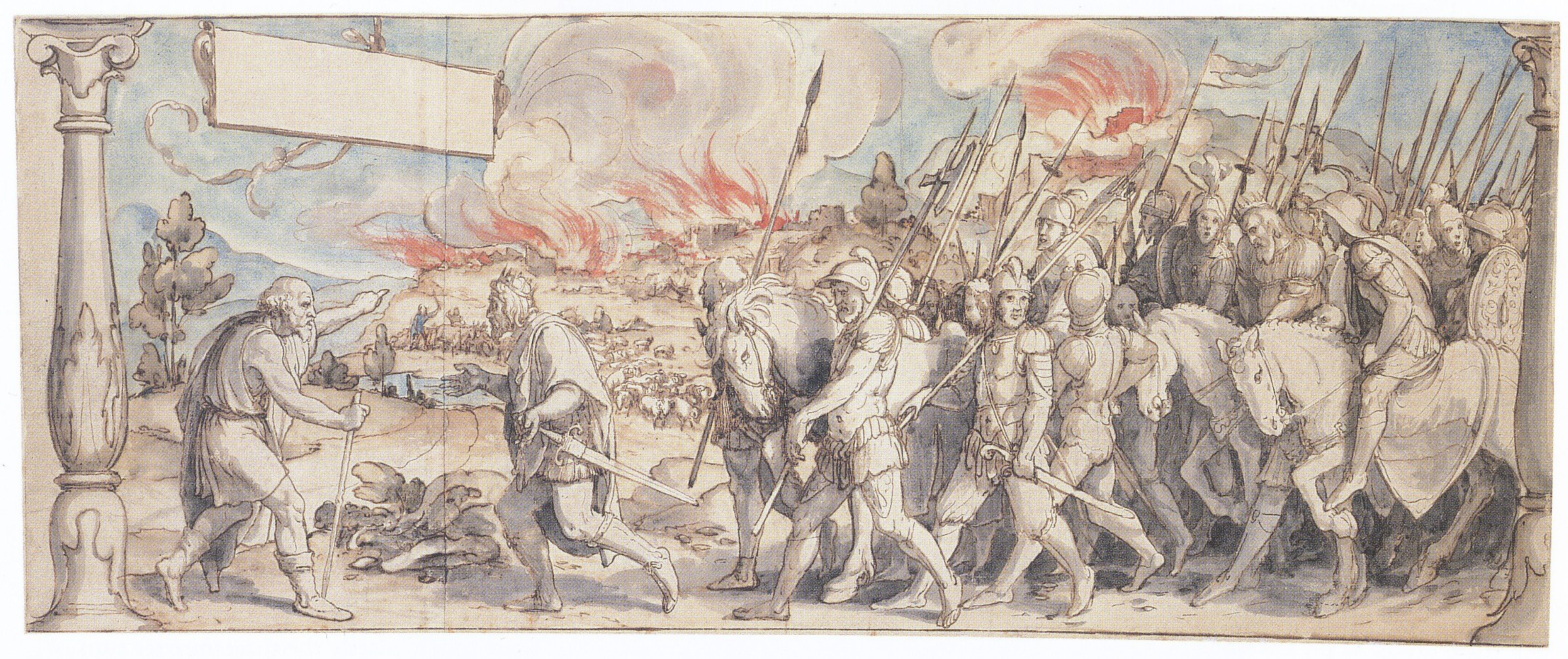
Samuël vervloekt Saul, 1530
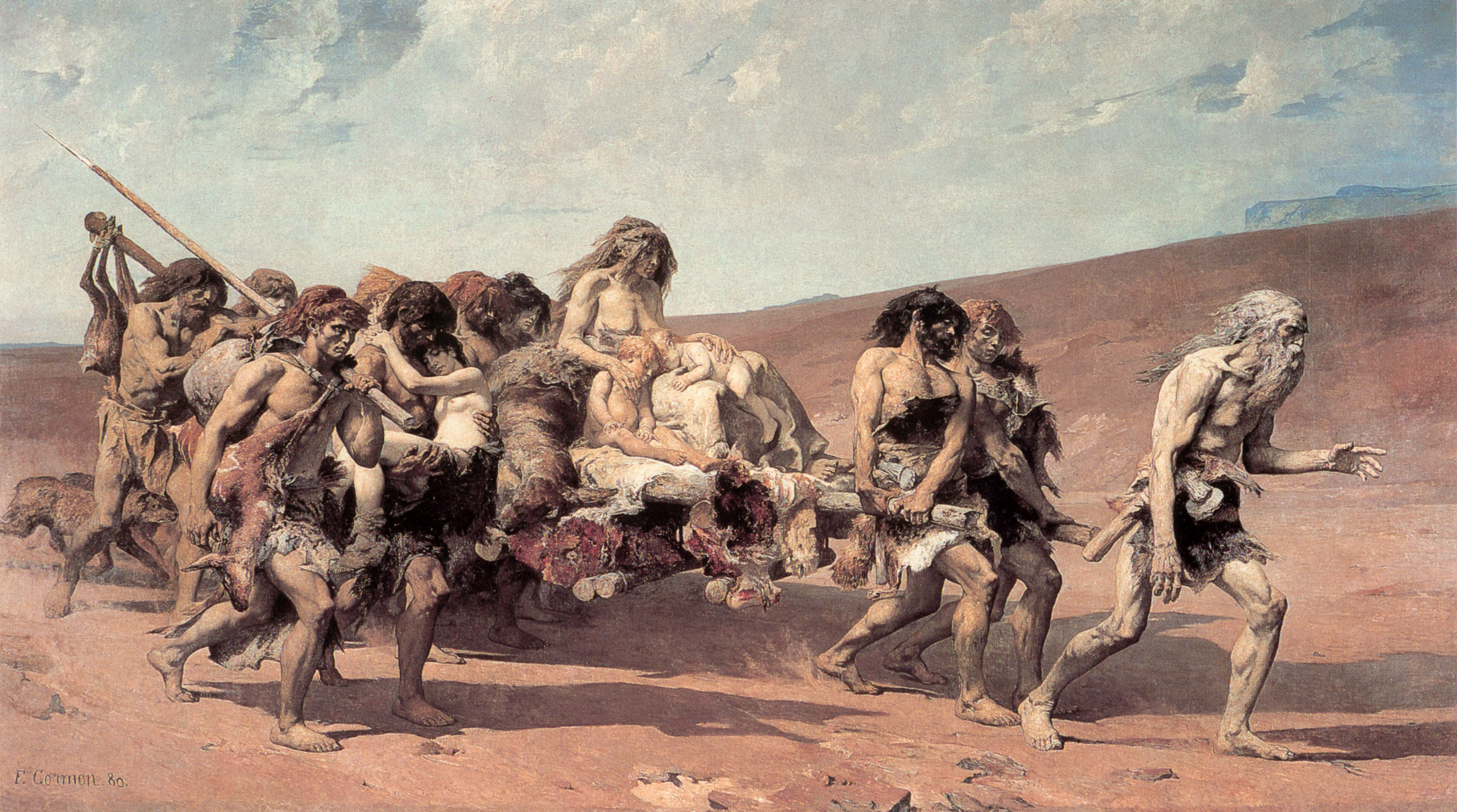
Kaïn vlucht voor de vloek van Jehova
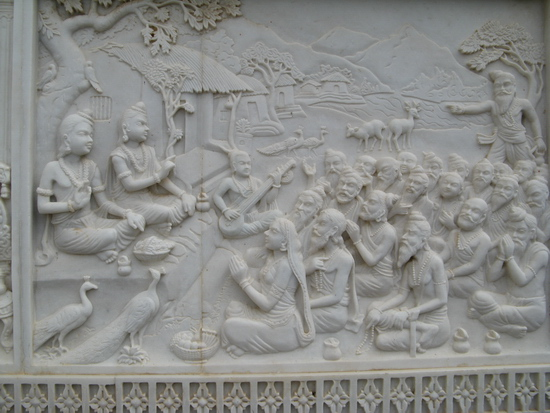
Rishi Durvasa vervloekt Nara Narayana bij Badrikashram
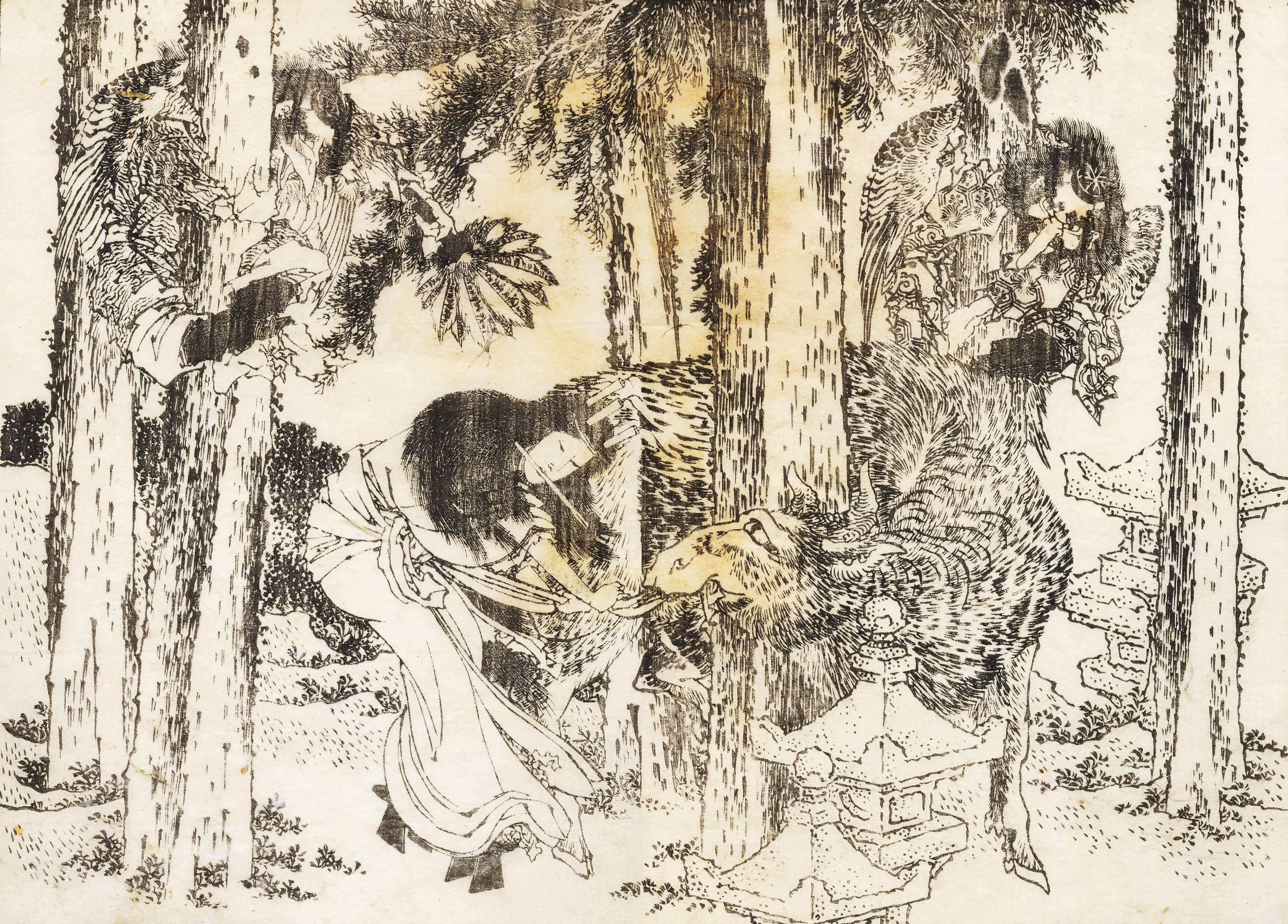
Een vrouw tijdens een rituele vervloekingsceremonie
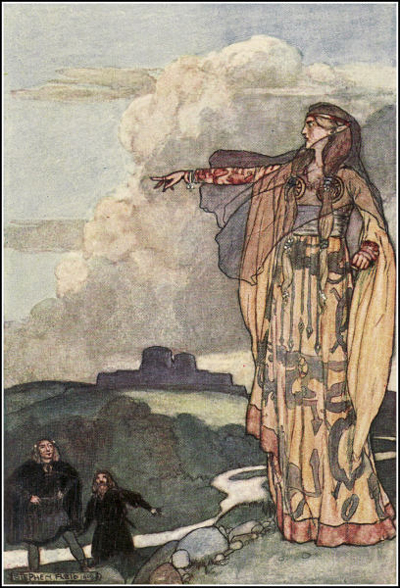
Macha vervloekt de mannen van Ulster, 1904
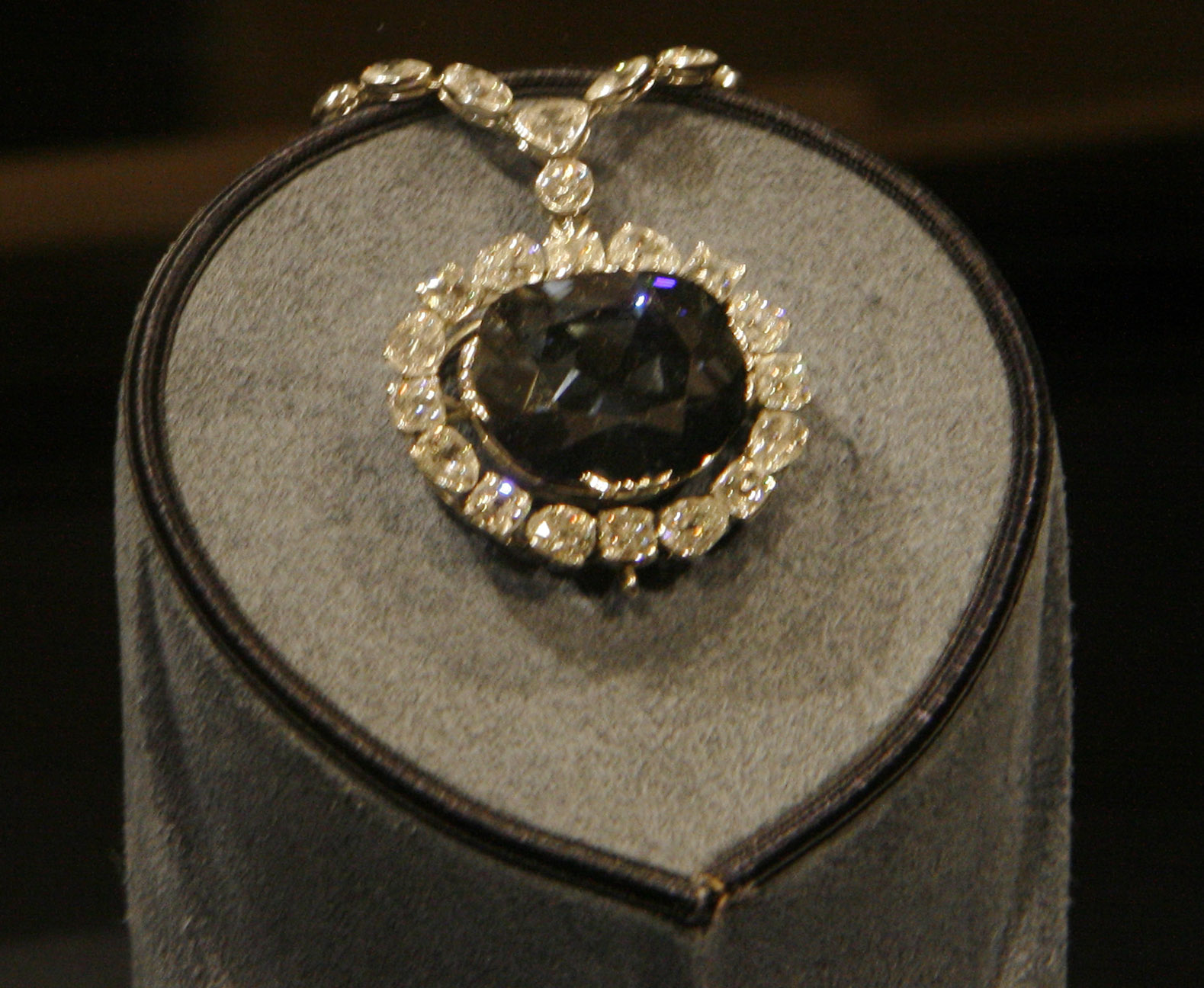
De Hope Diamant zou vervloekt zijn volgens de verhalen
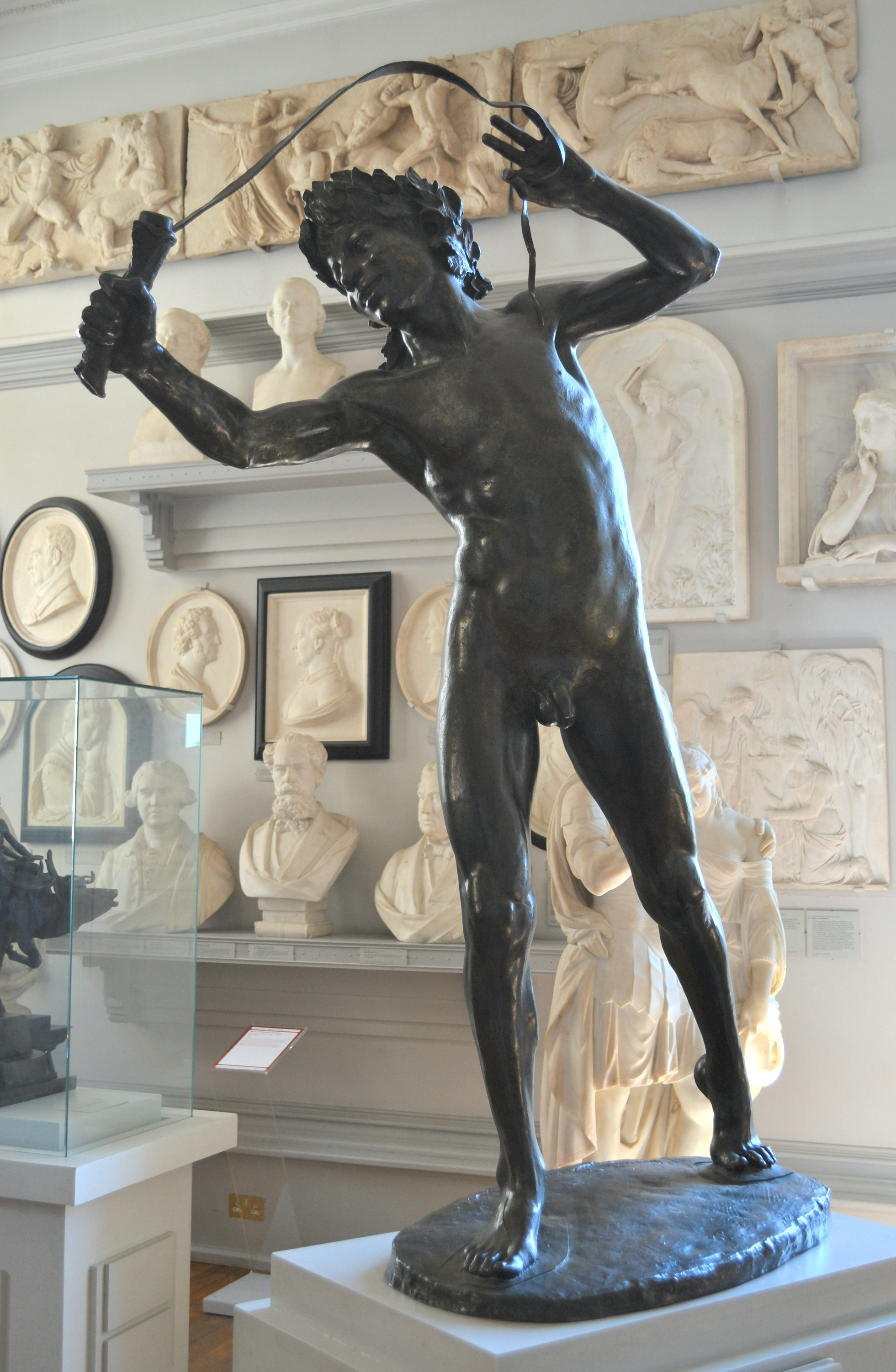
Standbeeld van een man met een zweep tijdens de viering van Lupercalia. Aanraking met de zwepen zou tot vruchtbaarheid leiden en onheil afweren, Conrad Dressler, Walker Art Gallery, Liverpool